# Andreas Michaïlidis
Pour les articles homonymes, voir Michaïlídis.
Andreas Michaïlidis (en grec Ανδρέας Μιχαηλίδης), né en 1960 à Chios en Grèce, est un homme politique grec.

## Biographie
Aux élections législatives grecques de janvier 2015, il est élu député au Parlement grec sur la liste de la SYRIZA dans la circonscription de Chios.